# Chipfabrik Frankfurt (Oder)

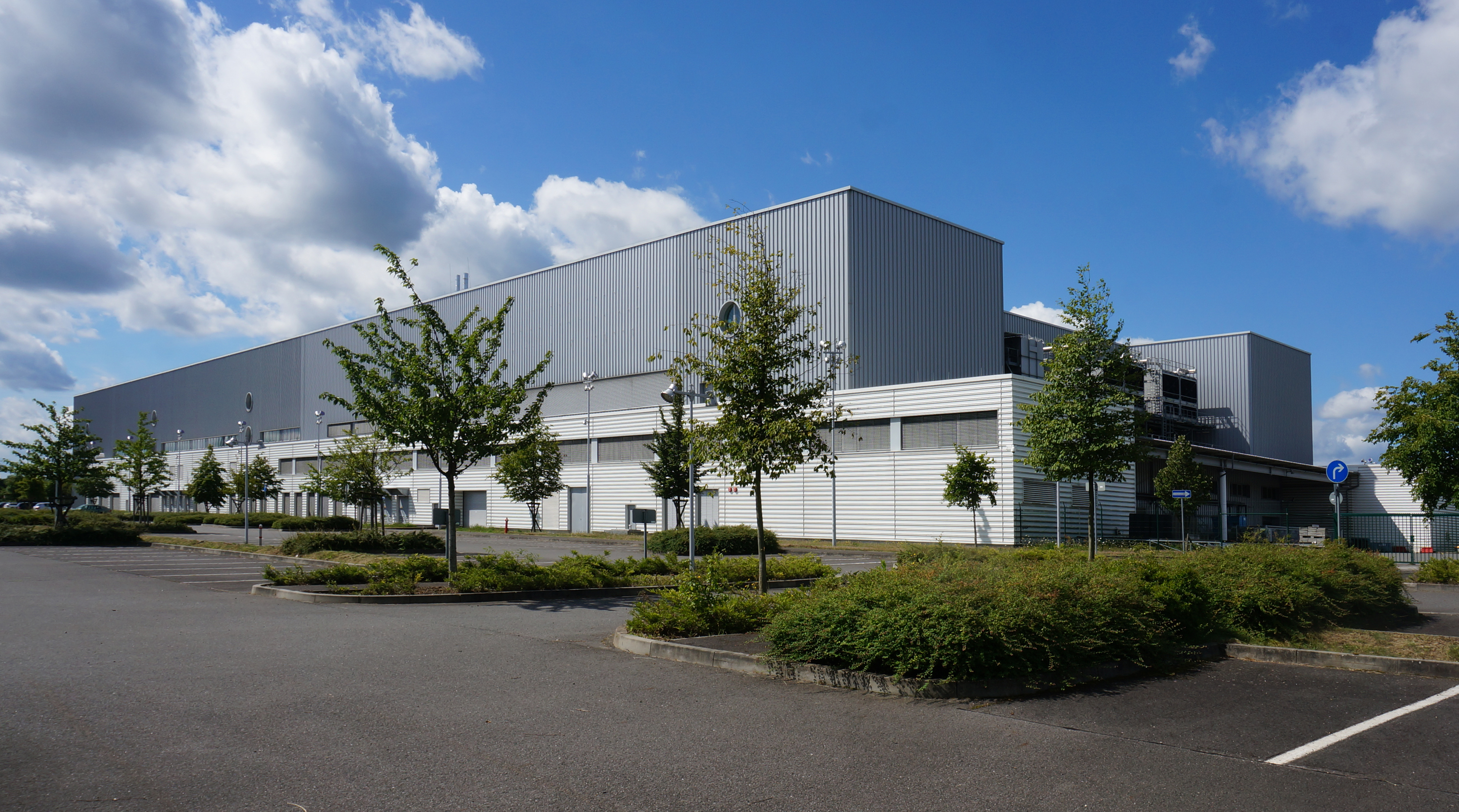
Ehemalige Gebäude der Chipfabrik Frankfurt (Oder) 2017

Die Chipfabrik Frankfurt (Oder) (Communicant Semiconductor Technologies AG) war ein Großprojekt der brandenburgischen Landesregierung, das im Herbst 2003 endgültig scheiterte.
Ursprünglich wollte die Landesregierung eine im Frankfurter Institut für Halbleiterphysik (IHP) entwickelte Technologie verwerten und auf diese Weise Arbeitsplätze in der Region schaffen.
Die Chipfabrik war einer der Nachfolger des Halbleiterwerk Frankfurt (Oder) (HFO). Intel und ein arabischer Großinvestor (DAFZA=Dubai Airport Freezone Authority) konnten von der Landesregierung als Partner für eine Foundry gewonnen werden. Frankfurt (Oder) war durch das vorhandene gut ausgebildete Personal und vor allem durch die Nähe des IHP, wo die entscheidende Technologie entwickelt worden war, ein attraktiver Standort. Das Projekt scheiterte nach einer intensiven kritischen Prüfung durch den Patentrechtsspezialisten Wolfgang Winzer schließlich daran, dass eine Bürgschaft des Bundes zur Besicherung des Fremdkapitals wegen mangelnder Erfolgsaussicht nach der DotCom-Blase und der Konkurrenz zur Dresdener Chipfabrik von Infineon nicht zustande kam.
Im November 2006 kaufte das Hamburger Solarenergieunternehmen Conergy das Gebäude und errichtete eine Produktionsstätte für Solarzellen und -module für ca. 1000 Mitarbeiter. Anfang 2009 waren dort ca. 450 Mitarbeiter in einem Vierschichtbetrieb beschäftigt.
Frank Geiser (Geiser & von Oppen), der als letzter Vorstand der Communicant Semiconductor Technologies AG die verfahrene Situation Ende 2004 übernahm, und den Standort durch den Verkauf an Conergy vor dem Aus rettete, konnte im zweiten Quartal 2013 die Abwicklung von Communicant erfolgreich abschließen und so einen Schlussstrich unter das Kapitel der „Chipfabrik“ ziehen.